# 上一色橋
上一色橋（かみいっしきばし）は、新中川に架かる橋のひとつで、東岸の東京都江戸川区西小岩二丁目と西岸の上一色三丁目を結び、東京都道315号御徒町小岩線（蔵前橋通り）を通す。

## 歴史
- 1967年（昭和42年）[1]：蔵前橋通り築造工事に伴い架橋。

## 諸元
- 形式 – 5径間連続ガーダー桁橋
- 橋長 – 約120.0 m （橋梁部）
- 幅員 – 22.0 m

## 周辺
- 環七通り
- JR新金線
- 高島部屋
- 常福寺
- 正蔵院
- 東京都第五建設事務所江戸川北工区
- 上一色天祖神社
- 上一色幼稚園
- 江戸川区立上一色小学校
- 西小岩保育園
- 鹿本通り

## 隣の橋
- 新中川

（上流） - 奥戸新橋 - 中川放水路橋梁（新金貨物線） - 上一色橋 - 上一色中橋 - 中川放水路橋梁（総武本線） - （下流）